# Légion internationale
Pour les articles homonymes, voir Légion étrangère (homonymie) et Légion.
La Légion internationale est créée en Italie par Giuseppe Garibaldi, le 5 octobre 1860 au lendemain de la bataille du Volturno après que les forces des Bourbon du royaume des Deux-Siciles sont vaincues définitivement.
La bataille est le dernier engagement militaire de l'expédition des Mille et Garibaldi envisage de se rendre à Rome, afin de mettre fin au pouvoir temporel du pape. La Légion internationale doit évidemment prendre part à cette campagne à laquelle Garibaldi renonce à contre-cœur, dissuadé par le roi Victor-Emmanuel II de Savoie.
La Légion internationale rassemble des divisions de différentes nationalités, Français, Polonais, Suisses, Allemands et autres, en vue non seulement d'achever la libération de l'Italie, mais aussi celle leur patrie. Ludwik Mierosławski est nommé à la tête de l'organisation.
Pendant la campagne de Garibaldi en Sicile en 1860, il avait déjà reçu des renforts d'environ 2 500 hommes. Le plus gros du contingent se composait de 500 Hongrois, sous la direction du colonel István Türr avec Adolf Mogyórody, Nándor Éber et Gusztáv Frigyesy.
Il y avait un contingent britannique, qui comprenait John Whitehead Peard, Hugh Forbes et le colonel John Dunne. Parmi les français, on trouvait le lieutenant Paul de Flotte, Jean Philippe Bordone, Gustave Paul Cluseret, Maxime du Camp et Alexandre Dumas, père.